# دمان (خروف)

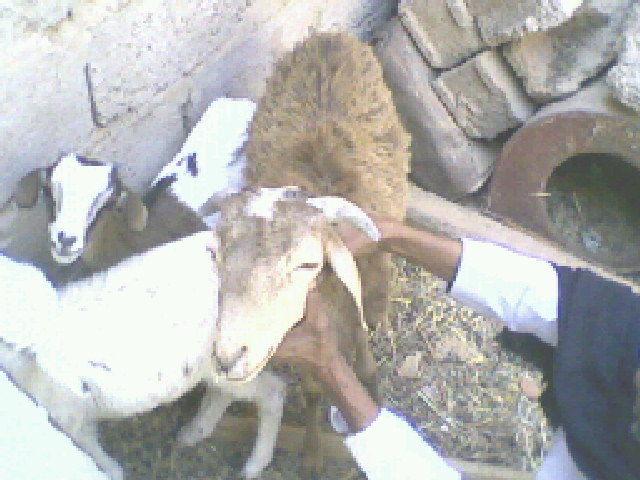
نعجة من سلالة دمان

الدمان هي سلالة غنم مغربية تنتشر في الجنوب الشرقي المغربي. تشتهر بأنها ولودة، ذات قامة قصيرة، رأس مدقق و ضيق، أذنيين طويلتين متدليتين، ليس لها في الغالب قرون وهي ذات لون بني أو أبيض أو أسود أو خليط منها.

## مهد السلالة
مهد سلالة الدمان هو منطقة الراشيدية و ورزازات

## التوالد
تعرف نعجة سلالة الدمان بقدرتها الإنجابية العالية فهي تتميز بـ:
- فترات قصيرة بين الولادات تتراوح بين 180 إلى 200 يوم.
- الخصوبة المتوسطة تتراوح بين 80 و 100 %.
- نسبة الولادات تتراوح بين 1,6 و 2,3 %.

## إنتاج اللحوم
يتراوح متوسط الوزن عند الولادة ما بين 1,7 و 2,9 كلغ حسب ظروف الازدياد. في حين يبلغ معدل نمو هذه السلالة بين:
- 160 إلى 180 غرام/اليوم خلال 10 إلى 30 يوما.
- 170 إلى 200 غرام/اليوم خلال 30 إلى 70 يوما.

بعد 70 يوما يصبح وزن الخراف 11 إلى 15 كلغ، متوسط وزن الكبار يتراوح بين 30 و 45 كلغ لدى النعاج و 50 إلى 70 كلغ لدى الفحول.

## إنتاج الصوف
يعتبر صوف سلالة الدمان رديء الجودة، ولا يتجاوز متوسط وزن الجزة الواحدة 0,5 إلى 1,5 كلغ.

## وصلات خارجية
- سلالة الغنم الولودة دمان الاٍنتاجية وسبل التقييم خارج الواحة بالفرنسية